# Rob Lee
Robert Martin Lee (Plaistow, 1 de fevereiro de 1966) é um ex-futebolista inglês que jogava no meio-campo.

## Carreira
Revelado nas categorias de base do Charlton Athletic em 1983, profissionalizou-se no mesmo ano, com apenas 17 anos. Pelos Addicks, foram 298 partidas e 59 gols marcados.
Em 1992, assinou contrato com o Newcastle por 750 mil libras, iniciando uma trajetória que durou 10 temporadas. Em seus primeiros anos pela equipe, Lee foi considerado uma das principais peças utilizadas por Kevin Keegan no meio-campo. O treinador chegou considerar o atleta como o "melhor meio-campista do Reino Unido".
A carreira de Lee no Newcastle começou a declinar a partir de 1998, quando foi praticamente rejeitado pelo novo comandante dos Magpies, o neerlandês Ruud Gullit, que optou em escalar os veteranos John Barnes e Stuart Pearce. Com a demissão do ex-jogador de Milan, Chelsea e Seleção Neerlandesa e com a vinda do ex-treinador da Seleção Inglesa, Bobby Robson, voltou a ser um dos principais nomes do meio-campo da agremiação, inclusive mudando seu número - de 7 (repassado ao recém-contratado Kieron Dyer) passou a 37. Porém, Dyer (então com 20 anos de idade) repassou o número anterior ao já veterano meio-campista, passando a utilizar a camisa 8.
Na temporada 2001-02, Lee procurou a direção do Newcastle para renovar o contrato, mas eles solicitaram para que esperasse até janeiro. Com a atitude, o jogador pediu para ser transferido. Torcedores e companheiros de equipe mostraram-se surpresos com a decisão, mas Bobby Robson interveio na situação, e todos compreenderam a atitude de Lee, que após 303 partidas e 44 gols vestindo a camisa dos Magpies, recebeu proposta para jogar no Derby County.

## Final de carreira
Rebaixado com o Derby County em 2002-03, marcando apenas 2 gols em 48 jogos, Lee foi contratado pelo West Ham United, onde atuou 16 vezes, porém não marcou gol em nenhum jogo. Ele ainda participou em 1 jogo na Copa da Inglaterra e em 2 pela Copa da Liga Inglesa.
Em 2004, aos 38 anos, assinou com o Oldham, não disputando nenhuma partida. No ano seguinte, foi jogar na League Two (quarta divisão inglesa), pelo Wycombe Wanderers, também numa transferência livre, disputando 38 partidas. No encerramento da temporada, encerrou a carreira aos 40 anos.

## Seleção
Lee disputou 21 partidas pela Seleção Inglesa entre 1994 e 1998, e disputou a Copa da França, disputando o jogo contra a Colômbia, entrando no lugar de Darren Anderton.